# Franz Davidis

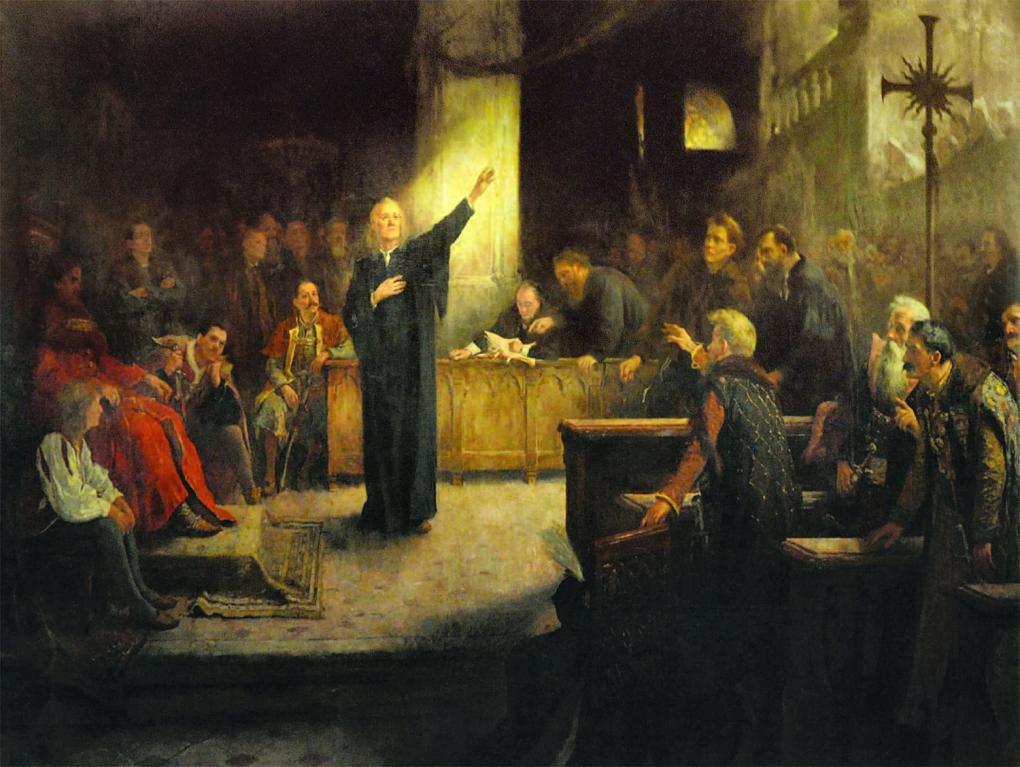
Gemälde des ungarischen Malers Aladár Körösfői-Kriesch: Franz Davids Rede auf dem Landtag von Turda 1568

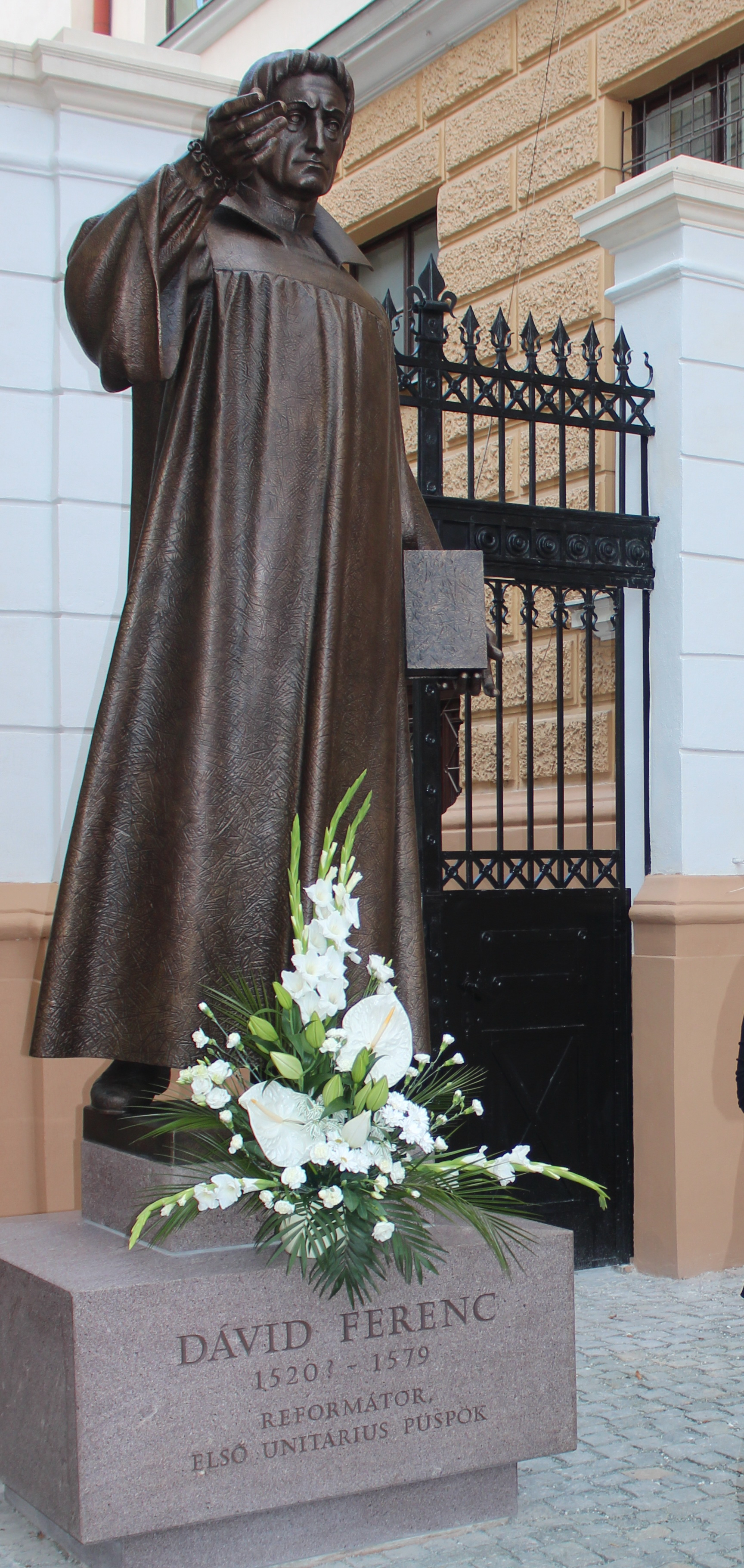
Statue von Franz David in Klausenburg

Franz Davidis bzw. Franz David (auch: Franz David Hertel, ungarisch Dávid Ferenc, * 1510 in Klausenburg; † 15. November 1579 auf der Festung Déva (dt. Diemrich) in Siebenbürgen), war ein unitarischer Theologe und bedeutender Vertreter der Reformation in Siebenbürgen.

## Leben
Franz David wurde um 1510 in Klausenburg, damals einer deutsch-ungarisch geprägten Stadt im Zentrum Siebenbürgens, geboren. Sein Vater David Hertel kam aus der deutschen (sächsischen) Nation Siebenbürgens, übte vermutlich den Beruf des Gerbers aus und gab David den latinisierten Namen Franciscus Davidis. Davids Mutter stammte aus der ungarischen Nation. Seine Brüder werden als David und Johann Hertel angegeben. David besuchte die reformfreundliche Schule Weißenburg, das Gymnasium von Kronstadt und studiert später an der Universität Wittenberg. Nach der Rückkehr nach Siebenbürgen wurde er 1551 Schulrektor in Bistritz und schloss sich der reformatorischen lutherischen Bewegung an. Im Anschluss wurde er Pfarrer in Petersdorf, Schulrektor in Klausenburg und schließlich 1557 als Nachfolger von Kaspar Helth Hauptpfarrer und Superintendent der lutherischen Kirche in Klausenburg. Der zunehmenden Verbreitung des Calvinismus in Siebenbürgen stand David zunächst ablehnend gegenüber, bis er sich schließlich 1559 selbst für reformierte Anschauungen öffnete, insbesondere beim Abendmahlsverständnis. Dies ist vermutlich dem Einfluss von Peter Melius zuzuschreiben. David sprach sich damals noch dafür aus, die deutschen und ungarischen Siebenbürger unter einer protestantischen Konfession zu einen. Nachdem es aber auf der Synode von Nagyenyed 1564 zur Spaltung der ungarisch-siebenbürgischen Protestanten in lutherische und reformierte/calvinistische Gemeinden kam, wählte er die reformierte Seite und wurde Hofpfarrer am Hof König Johann Sigismunds, wo er in Kontakt mit dem antitrinitarischen Arzt und Diplomaten Giorgio Biandrata kam, der ihn u. a. mit der Schrift Restitutio Christianismi von Michael Servet vertraut machte. Ab 1566 begann David schließlich offen unitarisch zu predigen. Im selben Jahr publizierte er eine unitarisch überarbeitete Version des Heidelberger Katechismus, in der er die Wesensgleichheit von Vater, Sohn und Heiligem Geist zurückwies. Nach einer Disputation von Reformierten und Unitariern am Weißenberger Hof 1568 gewann er schließlich die Unterstützung des Fürsten von Siebenbürgen. Im gleichen Jahr beschloss der Landtag das Toleranzedikt von Torda. Nach einer weiteren Debatte 1569 in Großwardein entwickelten sich Reformierte und Unitarier nun in Folge separat voneinander. Anders als die Polnischen Brüder in Polen-Litauen stellte die unitarische Seite jedoch zunächst die größere Gruppe von Pastoren und konnte sich auf die Förderung des Fürsten und des einheimischen Adels stützen. Somit entstand unter David und Biandrata die Unitarische Kirche Siebenbürgens als weitere protestantische Kirche neben den (deutsch geprägten) Lutheranern und den (ungarisch geprägten) Reformierten. David bemühte sich in Folge um den organisatorischen Aufbau der neuen Kirche und die Einrichtung unitarischer Bildungseinrichtungen. Der von David begründete Unitarismus konnte sich auch in Ungarn entfalten.
Auch der aus Deutschland stammende Theologe Adam Neuser schloss sich nach seiner Flucht aus Heidelberg, wo er wegen seiner unitarischen Ansichten verfolgt wurde, der Gruppe um Franz David an. Später wich er nach Konstantinopel aus, wo er zum Islam konvertiert sein soll. Als nach dem Tod von Johann Sigismund 1571 Stephan Báthory anstelle des eigentlich von Johann Sigismund bestimmten unitarischen Magnaten Gáspár Bekes an die Macht kam, verlor der Unitarismus seine staatliche Unterstützung, wurde aber weiterhin toleriert. Unter dem Einfluss des aus Griechenland stammenden Theologen Jacob Palaeologus wandte sich David bald dem Gedanken des Nonadorantismus (≈ Nichtanbetung Jesu) und auch täuferischen Ansichten zu, was einen inner-kirchlichen Disput um das Für und Wider der Anbetung Jesu auslöste. Unterstützer Davids und seiner nonadorantistischen Position waren u. a. Miklós Bogáti Fazekas, Paul Karádi und auch János Gerendi, letzterer etablierte bald ein bedeutendes Netzwerk nonadorantistischer Unitarier. An der Anbetung und Anrufung Jesu festhalten wollten Unitarier wie Giorgio Biandrata, Demeter Hunyadi und István Basilius. Vermittlungsversuche durch den in Polen wirkenden unitarischen Theologen Fausto Sozzini schlugen fehl. Der Konflikt wurde im Sommer 1579 schließlich auf dem Landtag beraten, wo Demeter Hunyadi erklärte, die von David formulierten nonadorantistischen Thesen seien religiöse Innovationen (Erneuerungen), die gegen das seit 1572 bestehende Innovationsverbot verstießen. David wurde schließlich vom siebenbürgischen Landtag zu lebenslänglicher Haft verurteilt. Noch im gleichen Jahr starb er im Burggefängnis von Diemrich. Nach Davids Inhaftierung übernahm Demeter Hunyadi im Juli 1579 mit Unterstützung Biandratas selbst die Führung der Unitarischen Kirche.
Die um Franz David entstandene Gruppe der Nonadorantisten (zum Teil als Davidisten bezeichnet) hatte innerhalb der Kirche in Siebenbürgen und Ungarn bedeutenden Einfluss. Zum Teil wirkte sich auch täuferischer Einfluss aus und viele verwarfen die Kindertaufe. Ein Teil näherte sich später der jüdischen Theologie an und bildete die von den siebenbürgischen Unitariern zu unterscheidende Gruppe der Sabbatarier.